# Relaciones Chile-Guinea-Bisáu
Las relaciones Chile-Guinea-Bisáu son las relaciones internacionales entre la República de Chile y la República de Guinea-Bisáu.

## Historia

### SigloXX
Las relaciones diplomáticas entre Chile y Guinea-Bisáu fueron establecidas el 23 de agosto de 1974.

## Misiones diplomáticas
- Chile no cuenta con representaciones diplomáticas ni consulares en Bisáu.[2]
- Guinea-Bisáu no cuenta con representaciones diplomáticas ni consulares en Santiago de Chile.[2]